# Qi (Kaifeng)
Qi (chinesisch 杞县, Pinyin Qǐ Xiàn) ist ein Kreis in der chinesischen Provinz Henan. Er gehört zum Verwaltungsgebiet der bezirksfreien Stadt Kaifeng. Qi hat eine Fläche von 1243 km², davon rund 90.000 ha Ackerland. Ende 2022 hatte der Kreis gut 1,2 Millionen Einwohner.
Die neolithische Lutaigang-Stätte (鹿台岗遗址,  Lutaigang yizhi, englisch Lutaigang site) steht seit 2006 auf der Liste der Denkmäler der Volksrepublik China (6-134).

## Administrative Gliederung
Auf Gemeindeebene setzt sich der Kreis aus einem Straßenviertel, sieben Großgemeinden und dreizehn Gemeinden zusammen. Diese sind:

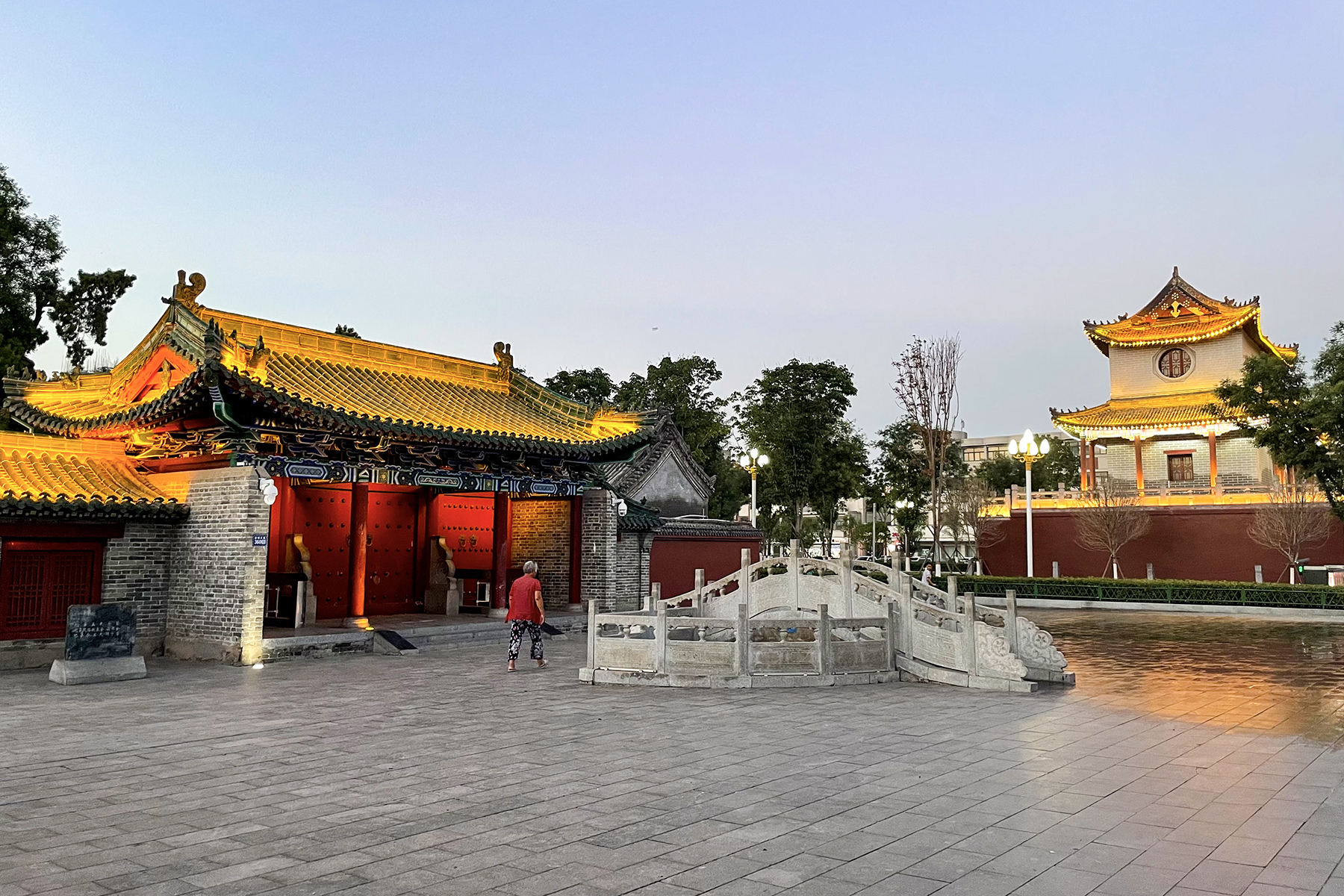
Konfuzius-Tempel im Straßenviertel Jincheng

- Straßenviertel Jincheng (金城街道), Sitz der Kreisregierung
- Großgemeinde Wulihe (五里河镇)
- Großgemeinde Fuji (傅集镇)
- Großgemeinde Yuzhen (圉镇镇)
- Großgemeinde Gaoyang (高阳镇)
- Großgemeinde Gegang (葛岗镇)
- Großgemeinde Yanggu (阳堌镇)
- Großgemeinde Xingkou (邢口镇)

- Gemeinde Peicundian (裴村店乡)
- Gemeinde Zongdian (宗店乡)
- Gemeinde Banmu (板木乡)
- Gemeinde Zhulin (竹林乡)
- Gemeinde Guanzhuang (官庄乡)
- Gemeinde Hugang (湖岗乡)
- Gemeinde Sumu (苏木乡)
- Gemeinde Shawo (沙沃乡)
- Gemeinde Pingcheng (平城乡)
- Gemeinde Nigou (泥沟乡)
- Gemeinde Shiyuan (柿园乡)
- Gemeinde Xizhai (西寨乡)
- Gemeinde Chengjiao (城郊乡)